# Britt-Marie Jern

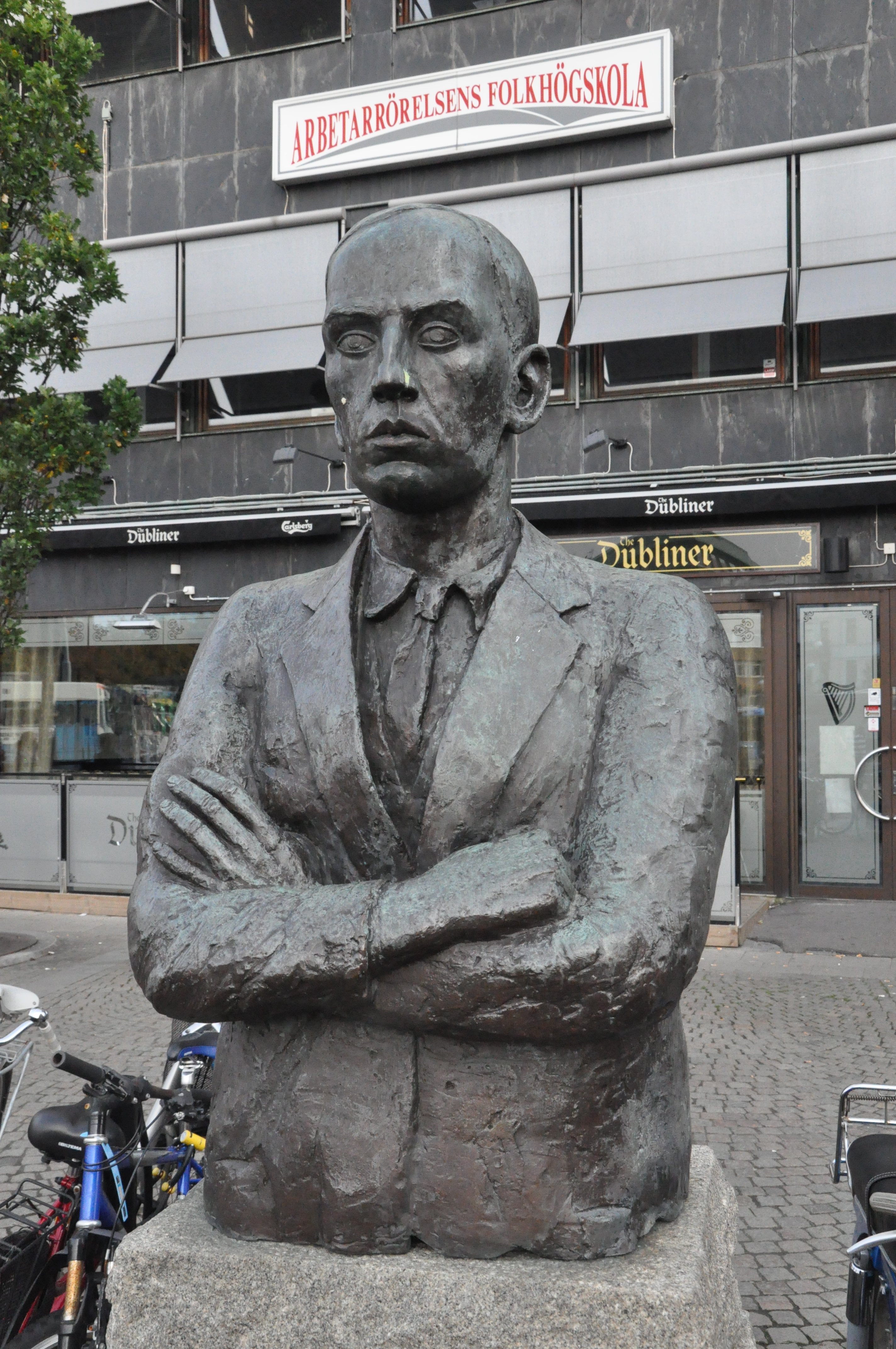
Porträtt av Dan Andersson i Göteborg

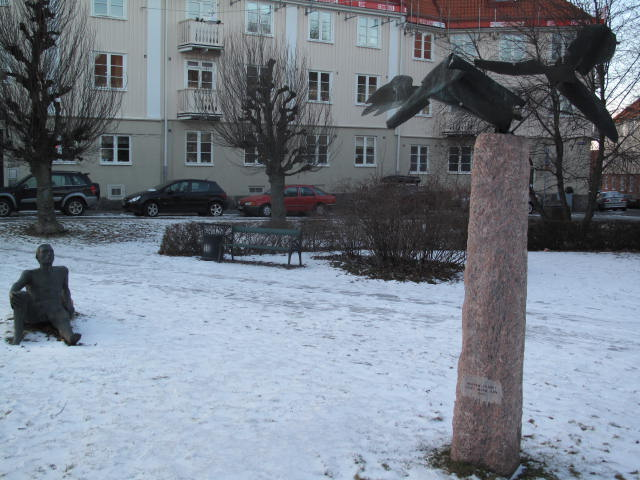
Mannen och trädet från 1991 i Göteborg

Karin Britt-Mari (Britt-Marie) Jern, född  2 maj 1950 i Åmål, är en svensk skulptör.
Britt-Marie Jern utbildade sig på Hovedskous målarskola i Göteborg 1971-74 och på Valands konsthögskola i Göteborg 1974-79. Hon hade sin första separatutställning på Galleri Aveny i Göteborg 1986. Hon arbetar som konstlärare vid Stenebyskolan (HDK Steneby) i Dals-Långed och är universitetsadjunkt i visuell kommunikation och gestaltning vid Göteborgs universitet.

## Offentliga verk i urval
- Väverskan i Mark, brons, 1981-82, Marks kommun
- Hela världen är en scen, brons och granit, 1982, Borås
- Till minne av Folkets Park, brons, 1984, Mölndal
- Väverskan i Krokslätt, brons, 1987, Mölndal stad och Föreningen Gamla Krokslättspojkar.
- Hästen och Bonden, brons, 1989, Ulricehamn
- Kunskapens träd, brons, 1989, Viskadalens folkhögskola i Viskafors
- Hästen, brons, 1990, Gråmossens daghem i Göteborg
- staty över Dan Andersson i halvfigur, brons, 1990, Järntorget, Göteborg
- porträttbyst över Carl-Axel Moberg, brons, 1990, innegården till Stadsmuseet, Norra Hamngatan, Göteborg
- Mannen och trädet, 1991, vid Bagaregården i Göteborg
- byst av Artur Lundkvist, brons, 1994, Artur Lundkvists park i Solna kommun
- byst av Maria Wine, brons, 2004-05, Maria Wines park i Solna
- Hjärtat, brons, 2000, Brunnsboskolan i Göteborg
- staty över Per-Ingvar Brånemark, brons, 2002, Sahlgrenska sjukhuset i Göteborg
- byst av Neeme Järvi, brons, 2006-07, Göteborgs konserthus, Max Fisher Music Center i Detroit samt   Tallinns konserthus
- Bronsbyst på drottning Margareta Eriksdotter (Leijonhufvud) 2015-2016, Gräfsnäsparken, Alingsås kommun

## Fotogalleri

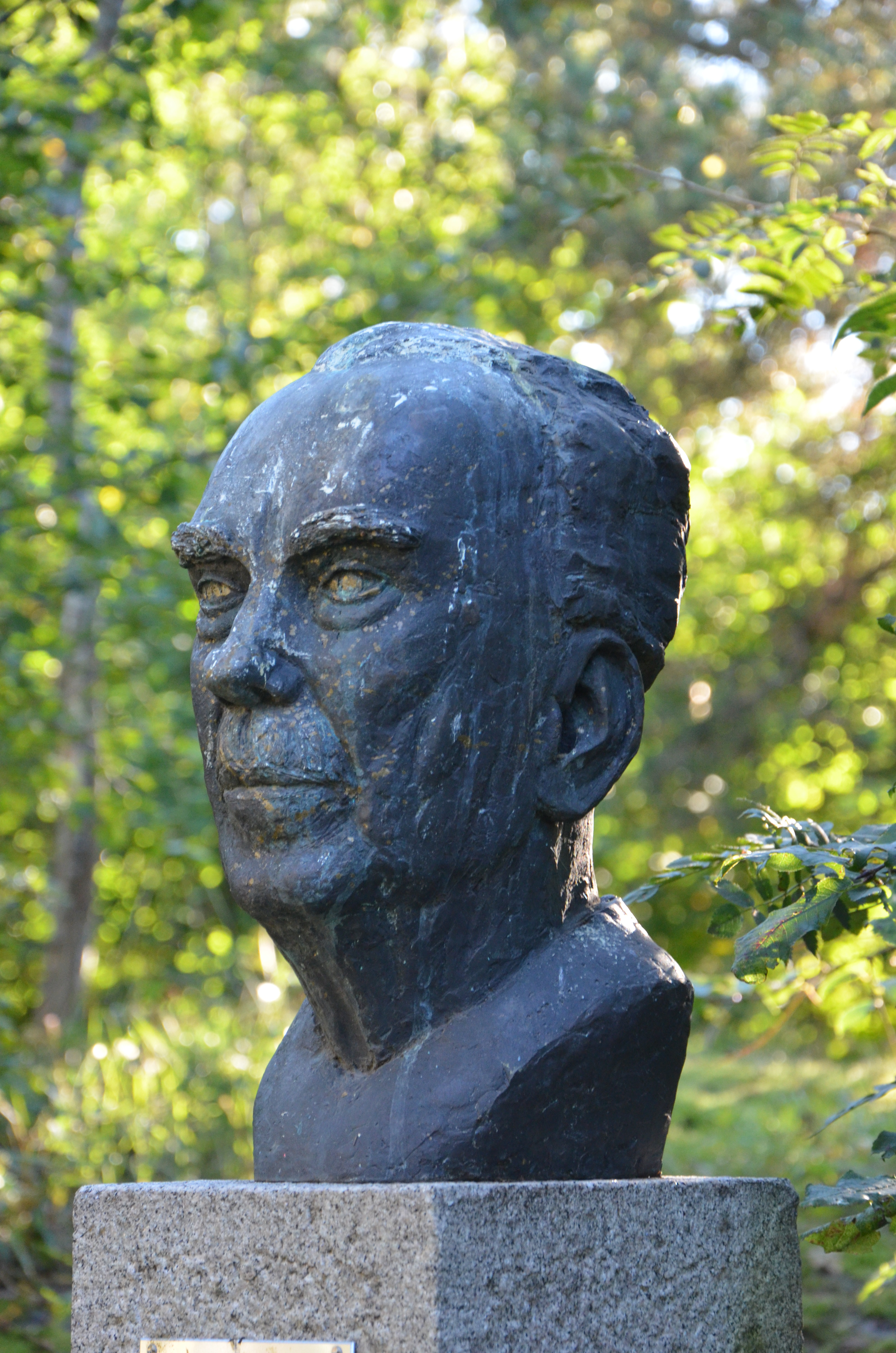
Byst över Artur Lundkvist i Solna
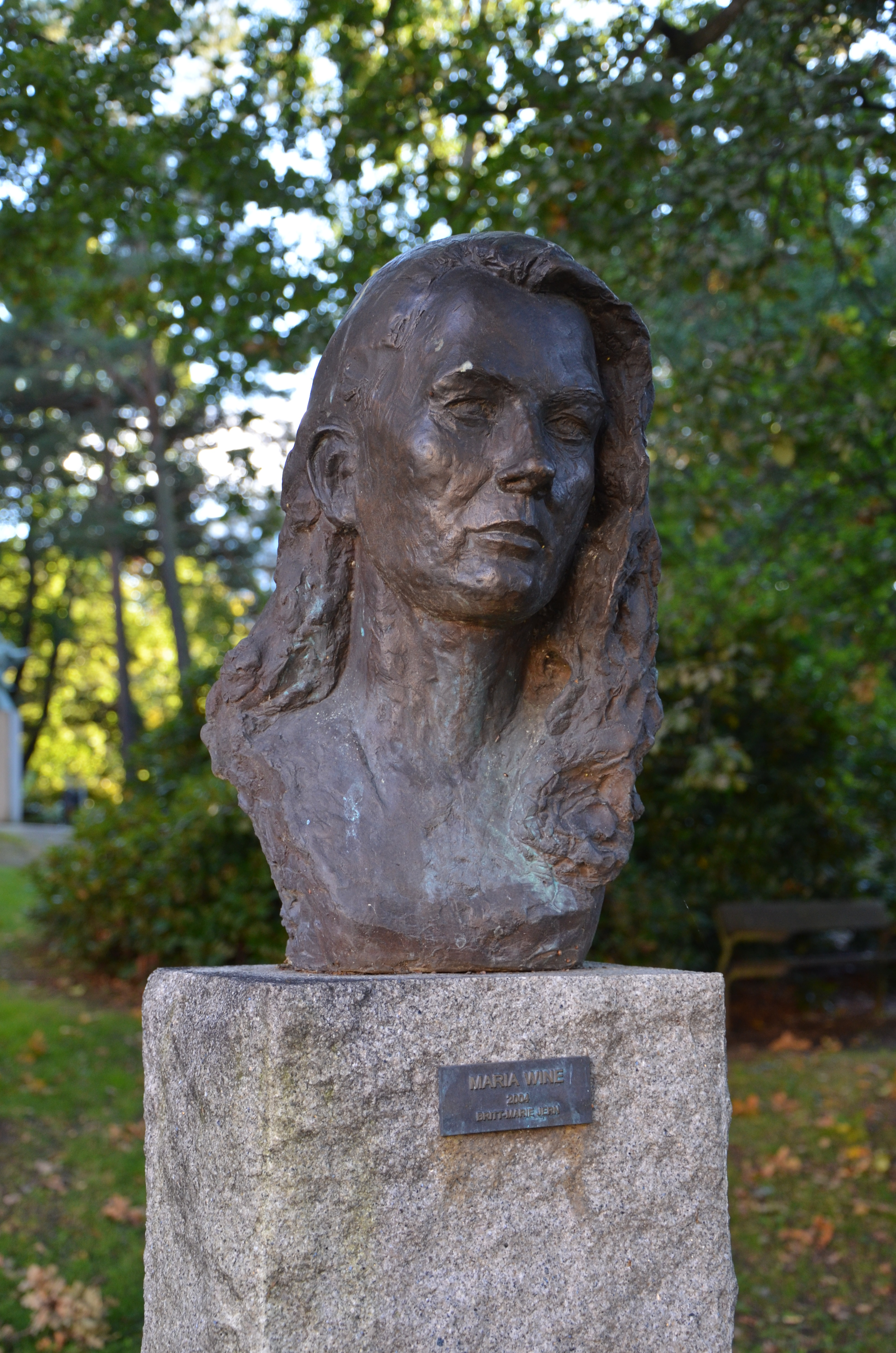
Byst över Maria Wine i Solna